# Drapeau du Luxembourg
Le drapeau du Luxembourg (en luxembourgeois : Fändel vu Lëtzebuerg ; en allemand : Flagge Luxemburgs) est un tricolore horizontal comprenant les trois couleurs rouge, blanc et bleu ciel. Il fut adopté officiellement en 1972. On le retrouve souvent flanqué du pavillon de la batellerie et de l'aviation, parfois appelé le « Roude Léiw » (le Lion Rouge en luxembourgeois) ou le « drapeau civil », qui reprend les armoiries des comtes et ducs de Luxembourg, que l'on retrouve également dans la province belge voisine de Luxembourg.
Il est souvent confondu avec le drapeau des Pays-Bas, qui a un rouge et un bleu plus foncés. C'est d'ailleurs quasiment le même drapeau que le Statenvlag, le drapeau de la république des Provinces-Unies, l’ancêtre des Pays-Bas actuels, qui fut l'une des puissances européennes majeures de 1581 à 1795.

## Composition
| Couleur | ● Rouge Fraise      | ● Blanc Pur   | ● Bleu Clair        |
| ------- | ------------------- | ------------- | ------------------- |
| HTML    | #C73F4A             | #FFFFFF       | #0089B6             |
| RVB     | 199, 63, 74         | 255, 255, 255 | 0, 137, 182         |
| Pantone | PMS 032C (RAL 3018) | (RAL 9016)    | PMS 299C (RAL 5012) |

## Origines
Plusieurs théories concernant les origines de ce drapeau existent. Parmi elles, trois grandes hypothèses semblent se dégager. Toutefois, aucune de ces thèses ne peut être prouvée et plusieurs semblent plausibles. Il est probable qu'il n'y aura jamais de réponse définitive concernant cette question des origines du drapeau du Luxembourg.[réf. nécessaire]
Après la création du Grand-duché de Luxembourg, on trouve une description des « couleurs luxembourgeoises » lors de la révolution belge de 1830, lorsque le gouverneur du Luxembourg, Jean-Georges Willmar, écrit au bourgmestre de Bouillon, Claude Linotte de Poupehan (nl) le 15 septembre 1830, pour lui proposer de faire arborer les couleurs du Luxembourg par la garde bourgeoise de la ville (qui refuse de porter la couleur orange du grand-duc de l'époque, Guillaume Ier d'Orange-Nassau), à savoir « blanc, bleu ciel et rose ».

### L'hypothèse du drapeau néerlandais

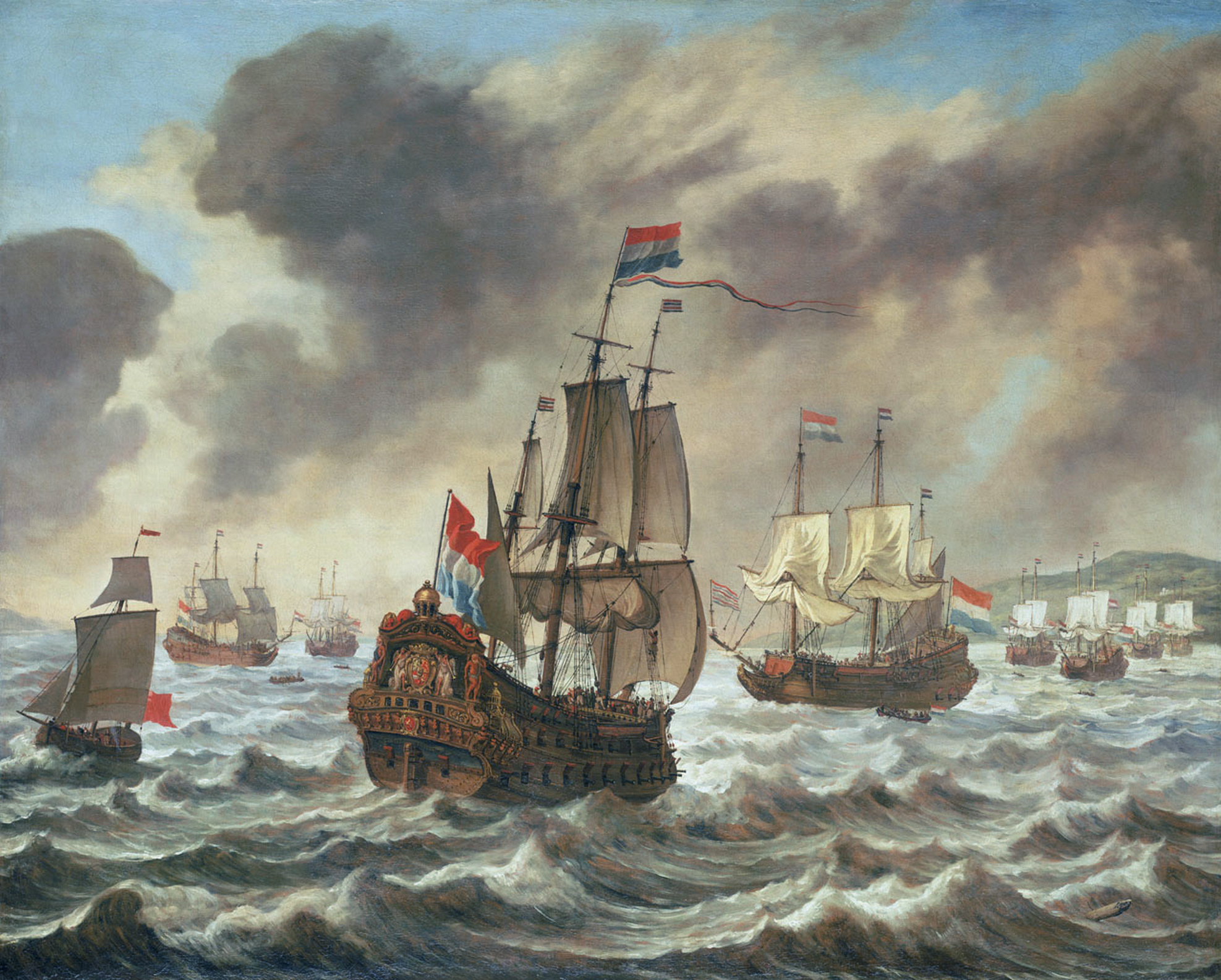
Le drapeau luxembourgeois est quasiment le même que le Statenvlag des Provinces-Unies, l'ancêtre des Pays-Bas actuels (ici hissé sur les navires de la marine de guerre néerlandaise lors de la bataille des Downs sur une marine de Reinier Nooms, 1639).

Beaucoup pensent que le drapeau du Luxembourg est tout simplement copié ou dérivé du drapeau des Pays-Bas. D'une part à cause de leurs similitudes frappantes mais aussi car le drapeau luxembourgeois est quasiment l'exacte réplique du Statenvlag, l'ancien drapeau néerlandais à l'époque de la république des Provinces-Unies, le premier véritable état néerlandais et ancêtre des Pays-Bas actuels, qui fut l'une des grandes puissances militaires et commerciales européennes des XVIIe et XVIIIe siècles (1581 à 1795). Seule une légère nuance de rouge diffère actuellement entre les deux drapeaux : le « rouge fraise » luxembourgeois étant un peu plus clair. D'autant plus que, depuis 1544 et l'indépendance vis-à-vis des Habsbourg d'Espagne, les deux pays ont été gouvernés par la maison d'Orange-Nassau. En effet, après la période française, le grand-duché de Luxembourg est créé et donné au roi des Pays-Bas, Guillaume Ier comme possession privée par le congrès de Vienne en 1815. Celui-ci forme alors une union personnelle avec le royaume uni des Pays-Bas sans toutefois en partager officiellement le drapeau.
Lorsque la révolution belge éclate en 1830, bon nombre de Luxembourgeois, se joignent aux insurgés belges et partent à Bruxelles s'engager dans l'armée des patriotes lors de la guerre belgo-néerlandaise. Remplaçant la cocarde orange représentant le grand-duc de Luxembourg et la maison d'Orange-Nassau, le drapeau tricolore horizontal avec sa ligne inférieure bleu clair et supérieure « rose » réapparait dans les villes, comme par exemple à Bouillon ou à Luxembourg-ville mais aussi sur les champs de bataille, comme lors de la bataille de Walem, le 21 octobre 1830, où le drapeau du corps franc luxembourgeois est planté par Ferdinand Nothomb sur le pont de la Nèthe. Plusieurs drapeaux belges sont également hissés dans les villes et campagnes luxembourgeoises en guise de rattachement aux idées de la révolution. Après la proclamation de l'indépendance de la Belgique le 4 octobre 1830, plusieurs représentants luxembourgeois siègent au Congrès national, puis dans les institutions du jeune État belge. Seule Luxembourg-ville reste sous contrôle néerlandais, car protégée par une  garnison prussienne qui vit dans la forteresse de Luxembourg.
En 1890, à la mort de Guillaume III des Pays-Bas, l'union personnelle qui liait l’État néerlandais et le Luxembourg prend fin et l'indépendance du Luxembourg est consacrée de jure. La monarchie luxembourgeoise actuelle nait avec Adolphe de Nassau-Weilbourg, premier véritable grand-duc du Luxembourg et les couleurs nationales tendent à s'officialiser.
En 1937, la reine Wilhelmine des Pays-Bas signa un arrêté royal officialisant les couleurs rouge, blanc et bleu comme couleurs officielles du drapeau néerlandais. Pour distinguer le drapeau des Pays-Bas de celui du grand-duché de Luxembourg, le bleu de chacun des deux drapeaux a été précisé : le bleu néerlandais est un bleu « outre-mer », celui du Luxembourg est un « bleu ciel ».

### L'hypothèse des armoiries luxembourgeoises
Les armoiries des comtes et ducs de Luxembourg sont blasonnées : burelé d’argent et d’azur, au lion rampant de gueules, couronné, armé et lampassé d’or, la queue fourchue et passée en sautoir, brochant sur le tout. À la même époque, la Belgique a adopté son drapeau (noir, jaune et rouge) dérivé des couleurs des Armoiries du duché de Brabant blasonné : de sable au lion rampant d'or, armé et lampassé de gueules. Donc il est plausible que les couleurs rouge, blanc et bleu du drapeau luxembourgeois aient été, d'une manière similaire, dérivées des armoiries des anciens comtes et ducs du pays.

### L'hypothèse du drapeau français
Une autre hypothèse est une dérivation directe ou indirecte à partir du drapeau de la France. Jusqu'à nos jours ce drapeau vertical bleu, blanc, rouge reste courant dans certains cercles luxembourgeois en signe de soutien aux idées de la Révolution française. À de nombreuses reprises pendant le XIXe siècle, ces couleurs ont été arborées au Luxembourg, notamment lors de la révolution belge mais aussi lors révolution luxembourgeoise de 1848. Une dérivation ne serait donc pas illogique.

## Deux drapeaux nationaux

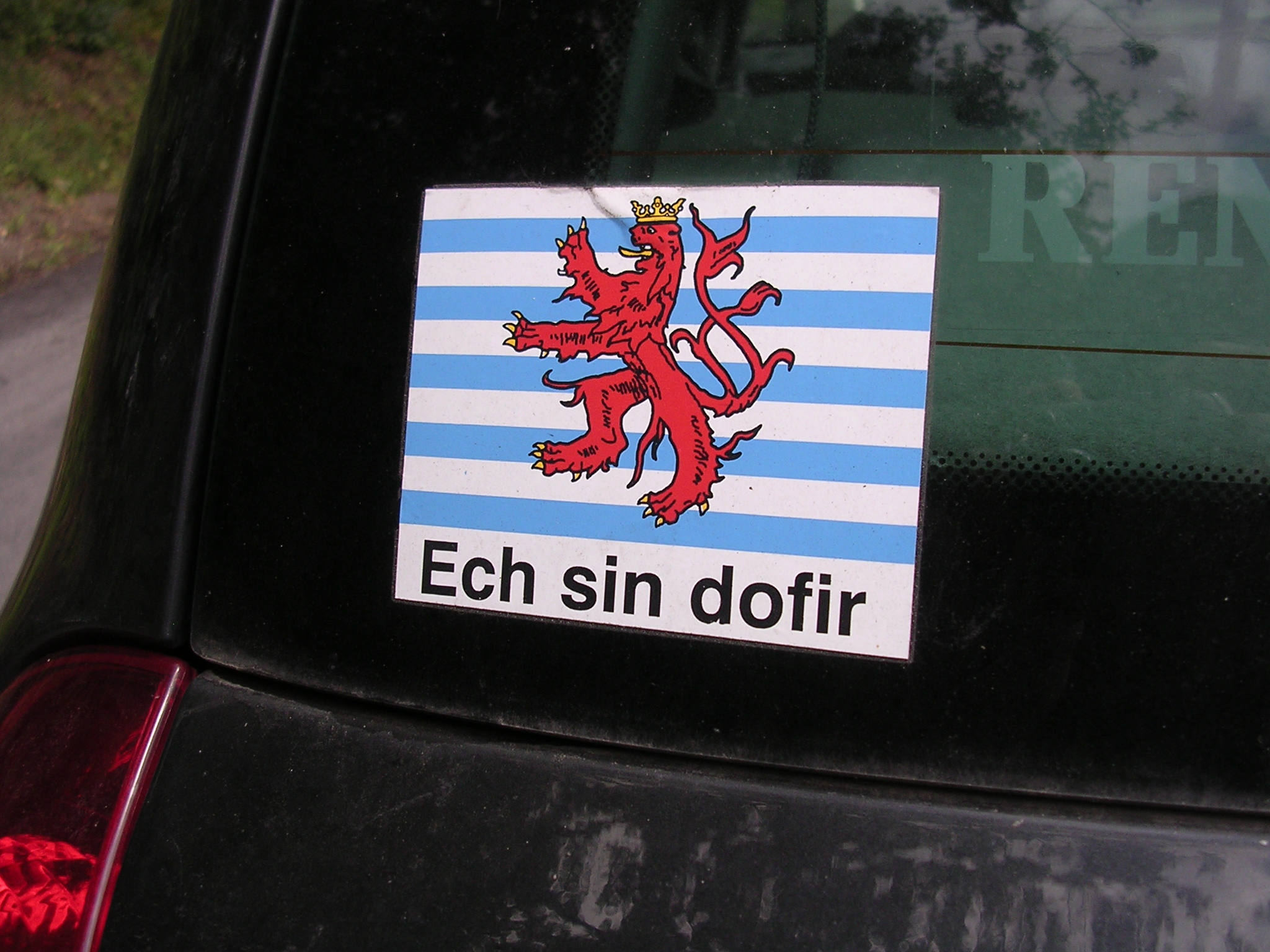
Le mouvement « Ech sin dofir » (« je suis pour », en luxembourgeois) eut lieu en 2006 lorsqu'un député proposa de remplacer le drapeau luxembourgeois par le pavillon de la batellerie et de l'aviation.

Le 5 octobre 2006 le député luxembourgeois Michel Wolter présente un projet de loi pour remplacer le drapeau rouge, blanc et bleu par le pavillon de la batellerie et de l'aviation qui reprend les armoiries du Limbourg et du Luxembourg.
Un véritable engouement se fit entendre dans le pays sous la maxime « Ech sin dofir » (je suis pour », en luxembourgeois), sur fond d'identité nationale.
À la suite de son intervention parlementaire et du débat public qui s'ensuivit, le Conseil du Gouvernement a déclaré le 6 juillet 2007 que le Lion Rouge (« Roude Léiw ») pouvait être utilisé comme drapeau civil sur le sol luxembourgeois, aux mêmes dimensions que le tricolore, afin de le distinguer du pavillon maritime. Cependant, le drapeau national n’est pas remplacé.

## Drapeau de la province de Luxembourg

Le drapeau de la province de Luxembourg, en Belgique, est volontairement identique au drapeau national luxembourgeois, mis à part l'adjonction des armoiries provinciales, au centre.

Après la scission du Grand-duché de Luxembourg par le traité des XXIV articles du 19 avril 1839, de nombreuses traçes des liens séculaires entre les luxembourgeois furent maintenues. Par exemple, le drapeau de la province belge de Luxembourg est volontairement identique au drapeau national luxembourgeois avec, pour seul différence, l'adjonction des armoiries de la province de Luxembourg au centre de ce-dernier. Le texte d'adoption du drapeau, datant de 1955, précise délibérément que : « ... les deux parties du Luxembourg séparées par les traités de 1839 devraient avoir un drapeau identique. ».